# 1573
Il 1573 (MDLXXIII in numeri romani) è un anno  del XVI secolo.

## Eventi
- Fine della quarta guerra religiosa in Francia.
- Sarsa Dengel, imperatore dell'Etiopia, sconfigge gli Oromo in una battaglia vicino al lago Zuai.
- Gennaio – Viene firmato l'articolo della Confederazione Warsaw, che sanziona la libertà religiosa in Polonia.
- 6 luglio – Córdoba (Argentina) viene fondata da Luis Jerónimo de Cabrera.
- 12 luglio – Le forze spagnole sotto il duca d'Alba Fernando Álvarez de Toledo y Pimentel catturano Haarlem dopo un assedio di sette mesi.
- Agosto – ottobre – Assedio non riuscito di Alkmaar da parte del duca d'Alba.
- 19 agosto – Francesco De Marchi e Francesco Di Domenico compiono la prima ascensione documentata al Gran Sasso d'Italia.
- 27 agosto – Oda Nobunaga porta il 15º shogun Ashikaga Yoshiaki fuori di Kyoto, distruggendo effettivamente lo shogunato Ashikaga e terminando il periodo Muromachi. Inizia il periodo giapponese Azuchi-Momoyama.
- Novembre – Fernando Álvarez de Toledo y Pimentel si dimette da governatore spagnolo e comandante in capo dei Paesi Bassi. Gli succede Luis de Requesens, che adotta una politica più conciliatoria.
- 15 novembre – Santa Fe (Argentina) viene fondata da Juan de Garay.

## Nati

### Gennaio
- 10 gennaio - Simon Marius, astronomo tedesco († 1624)
- 18 gennaio - Ambrosius Bosschaert, pittore olandese († 1621)
- 20 gennaio - Alessandro di Schleswig-Holstein-Sonderburg, nobile danese († 1627)
- 22 gennaio - Ludwig Camerarius, politico, avvocato e scrittore tedesco († 1651)
- 22 gennaio - Sebastian Vrancx, pittore e disegnatore fiammingo († 1647)
- 30 gennaio - Giorgio Federico di Baden-Durlach, sovrano († 1638)

### Febbraio
- 28 febbraio - Elias Holl, architetto tedesco († 1646)

### Marzo
- 1º marzo - Kaspar von Hohenems, politico austriaco († 1640)
- 12 marzo - Agnese Edvige di Anhalt, principessa († 1616)
- 24 marzo - Giovanni Doria, cardinale e arcivescovo cattolico italiano († 1642)

### Aprile
- 6 aprile - Margherita di Brunswick-Lüneburg, principessa († 1643)
- 13 aprile - Cristina di Holstein-Gottorp, nobile tedesca († 1625)
- 15 aprile - Matteo Caccini, botanico italiano († 1640)
- 17 aprile - Massimiliano I di Baviera, nobile tedesco († 1651)
- 28 aprile - Carlo di Valois-Angoulême, nobile († 1650)

### Maggio
- 4 maggio - Richard Johnson, scrittore inglese
- 12 maggio - Enrico di Montpensier, nobile francese († 1608)
- 13 maggio - Jagat Gosain, principessa indiana († 1619)

### Giugno
- 9 giugno - Hendrik Hondius, incisore e editore olandese
- 16 giugno - Andries de Witt, politico olandese († 1637)
- 18 giugno - Joan Pau Pujol, presbitero, compositore e organista spagnolo († 1626)
- 28 giugno - Tommaso Stigliani, poeta, scrittore e critico letterario italiano († 1651)

### Luglio
- 5 luglio - Paolo Dal Pozzo, pittore italiano († 1655)
- 12 luglio - Pietro Carrera, scacchista e scrittore italiano († 1647)
- 15 luglio - Inigo Jones, architetto, scenografo e costumista britannico († 1652)
- 18 luglio - Odoardo Fialetti, pittore e incisore italiano
- 25 luglio - Christoph Scheiner, gesuita, astronomo e matematico tedesco († 1650)
- 29 luglio - Filippo II di Pomerania, nobile tedesco († 1618)
- 29 luglio - Morazzone, pittore italiano († 1626)

### Agosto
- 16 agosto - Anna d'Asburgo, sovrana († 1598)
- 25 agosto - Elisabetta di Danimarca, principessa danese († 1625)

### Settembre
- 28 settembre - Théodore de Mayerne, medico svizzero

### Ottobre
- 4 ottobre - Rodrigo Caro, poeta, storico e presbitero spagnolo († 1647)
- 6 ottobre - Henry Wriothesley, III conte di Southampton, conte britannico († 1624)
- 7 ottobre - William Laud, arcivescovo anglicano inglese († 1645)
- 11 ottobre - Jacobus Boonen, arcivescovo cattolico belga († 1655)

### Novembre
- 3 novembre - Caterina di Lorena, nobile e badessa francese († 1648)
- 29 novembre - Johannes Canuti Lenaeus, religioso svedese († 1669)

### Dicembre
- 8 dicembre - Odoardo Farnese, cardinale italiano († 1626)
- 22 dicembre - Ernesto Casimiro di Nassau-Dietz, conte († 1632)
- 23 dicembre - Il Cerano, pittore, scultore e architetto italiano († 1632)

### Senza giorno specificato
- Ercole Abbati, pittore italiano († 1613)
- Giovanni Battista Albanese, scultore e architetto italiano († 1630)
- Elena Aliprandi, nobile italiana († 1608)
- Asakura Nobumasa, militare giapponese († 1637)
- Paolo Belloni, giurista e politico italiano († 1625)
- Hendrik van den Bergh, militare olandese († 1638)
- Francesco Carletti, scrittore, viaggiatore e mercante italiano († 1636)
- Fatma Sultan, principessa ottomana († 1620)
- Sebastian Francken, pittore e incisore fiammingo († 1636)
- Sigismondo Gambacorta, vescovo cattolico italiano († 1636)
- Ellis Gibbons, compositore inglese († 1603)
- Baccio Gorini, pittore italiano († 1628)
- Frans de Grebber, pittore olandese († 1643)
- Jacob van der Heyden, pittore, incisore e scultore fiammingo († 1645)
- Thomas Heywood, drammaturgo inglese († 1641)
- Thomas Hope, I baronetto di Craighall, avvocato scozzese († 1646)
- Kuki Moritaka, militare giapponese († 1632)
- Guy Eder de La Fontenelle, nobile e militare francese († 1602)
- Giovanni Battista Lantana, architetto italiano († 1627)
- Giambattista Leni, cardinale e vescovo cattolico italiano († 1627)
- Lodovick Lloyd, poeta gallese († 1610)
- Caterina Medici da Broni, italiana († 1617)
- Giulio Cesare Monteverdi, compositore italiano († 1630)
- François Quesnel, pittore e disegnatore francese († 1619)
- Giuseppe Ripamonti, presbitero e storico italiano († 1643)
- Giuseppe Salerno, pittore italiano († 1632)
- Satomi Yoshiyasu, militare giapponese († 1603)
- Fortunato Scacchi, religioso e teologo italiano († 1643)
- Shimazu Hisayasu, militare giapponese († 1593)
- Takuan Sōhō, monaco buddhista giapponese († 1645)
- Takenaka Shigekado, militare giapponese († 1631)
- Ukita Hideie, militare giapponese († 1655)
- Thomas Westfield, religioso e teologo inglese († 1644)
- François-Annibal d'Estrées, militare e diplomatico francese († 1670)
- Juan de Pablo Bonet, pedagogo spagnolo († 1633)

## Morti

### Gennaio
- 1º gennaio - Johann Pfeffinger, teologo tedesco (n. 1493)
- 1º gennaio - Maljuta Skuratov, militare russo
- 22 gennaio - Antonio I di Oldenburg, nobile tedesco (n. 1505)

### Febbraio
- 7 febbraio - Edvige Jagellona (n. 1513)
- 23 febbraio - Giovanni Battista Amalteo, letterato italiano (n. 1525)

### Marzo
- 2 marzo - Giovanni Guglielmo di Sassonia-Weimar, duca tedesco (n. 1530)
- 3 marzo - Claudio di Guisa-Aumale, nobile francese (n. 1526)
- 10 marzo - Hans Mielich, pittore tedesco (n. 1516)
- 13 marzo - Michel de l'Hôspital, scrittore e politico francese (n. 1505)
- 17 marzo - Reginald Grey, V conte di Kent, nobile inglese

### Aprile
- 2 aprile - Ottone di Waldburg, cardinale e vescovo cattolico tedesco (n. 1514)
- 3 aprile - Emilia Cauzzi Gonzaga, nobildonna italiana (n. 1524)
- 12 aprile - Ferrante Loffredo, marchese (n. 1501)
- 29 aprile - Guillaume Le Testu, cartografo francese (n. 1509)

### Maggio
- 13 maggio - Takeda Shingen, militare giapponese (n. 1521)

### Giugno
- 11 giugno - Leonardo Marini, teologo e arcivescovo cattolico italiano (n. 1509)
- 15 giugno - Antonio Veranzio, cardinale e arcivescovo cattolico italiano (n. 1504)
- 19 giugno - Cassandra Marinoni, nobile italiana
- 25 giugno - Laura Dianti, nobile italiana

### Luglio
- 4 luglio - Giovan Battista Brembati, militare italiano (n. 1509)
- 7 luglio - Jacopo Barozzi da Vignola, architetto e teorico dell'architettura italiano (n. 1507)
- 14 luglio - Gian Francesco Trivulzio, nobile e condottiero italiano (n. 1509)
- 29 luglio - John Caius, medico inglese (n. 1510)
- 29 luglio - Ruy Gómez de Silva, nobile portoghese (n. 1516)

### Agosto
- 7 agosto - Léonor d'Orléans-Longueville, nobile francese (n. 1540)
- 14 agosto - Saitō Tatsuoki, militare giapponese (n. 1548)

### Settembre
- 1º settembre - Akao Kiyotsuna, militare giapponese (n. 1514)
- 7 settembre - Giovanni Aldobrandini, cardinale e vescovo cattolico italiano (n. 1525)
- 7 settembre - Giovanna d'Asburgo,  spagnola (n. 1535)
- 16 settembre - Asakura Yoshikage, militare giapponese (n. 1533)
- 23 settembre - Azai Hisamasa, militare giapponese (n. 1526)
- 26 settembre - Azai Nagamasa, militare giapponese (n. 1545)

### Ottobre
- 13 ottobre - Urban Sagstetter, vescovo cattolico austriaco (n. 1529)
- 20 ottobre - Alvaro de Sande, generale spagnolo (n. 1489)
- 24 ottobre - François Baudouin, giurista, teologo e umanista francese (n. 1520)
- 26 ottobre - Laurentius Petri, arcivescovo luterano svedese (n. 1499)

### Novembre
- 2 novembre - Barnim IX di Pomerania, duca tedesco (n. 1501)
- 6 novembre - Ercole Bentivoglio, letterato italiano (n. 1507)
- 9 novembre - Shimazu Katsuhisa, militare giapponese (n. 1503)
- 11 novembre - Angela de' Rossi, nobile italiana (n. 1506)
- 17 novembre - Juan Ginés de Sepúlveda, umanista, scrittore e presbitero spagnolo (n. 1490)

### Dicembre
- 9 dicembre - André de Resende, umanista e archeologo portoghese
- 27 dicembre - Donato Giannotti, scrittore e politico italiano (n. 1492)
- 28 dicembre - Antonio Altoviti, arcivescovo cattolico italiano (n. 1521)
- 30 dicembre - Giambattista Giraldi Cinzio, letterato, poeta e drammaturgo italiano (n. 1504)
- 31 dicembre - Andrea Rapicio, vescovo cattolico e giurista italiano (n. 1533)

### Senza giorno specificato
- Giovanni Paolo Alciati della Motta, umanista, medico e teologo italiano
- Galasso Alghisi, architetto e ingegnere militare italiano (n. 1523)
- Amilcare Anguissola, mercante e politico italiano
- Dionigi Atanagi, letterato e poeta italiano (n. 1504)
- Giovanni Domenico D'Auria, scultore italiano
- François III Bouchard d'Aubeterre, nobile francese (n. 1522)
- Bartolomeo Campi, orafo, ingegnere militare e architetto italiano
- Giovanni Angelo Criscuolo, pittore italiano (n. 1500)
- Cornelis van Dalem, pittore fiammingo
- Raffaello De Rossi, pittore italiano
- Francesco Galigai, matematico italiano (n. 1498)
- William Howard, I barone Howard di Effingham, nobile e ammiraglio inglese
- Jeronimo Jiménez de Urrea, scrittore spagnolo (n. 1510)
- Étienne Jodelle, drammaturgo francese (n. 1532)
- Murakami Yoshikiyo, militare giapponese (n. 1501)
- Vincenzo Nigusanti, vescovo cattolico italiano (n. 1487)
- Claude Paradin, scrittore e storico francese (n. 1512)
- Nicolò Sagri, astronomo, matematico e letterato dalmata
- Gianserio Strafella, pittore italiano
- Camillo Tarello, agronomo italiano
- Wei Liangfu, attore teatrale e drammaturgo cinese (n. 1522)
- Bartolomé de Albornoz, giurista e storico spagnolo (n. 1519)

## Calendario
| Calendario 1573 | Calendario 1573 | Calendario 1573 | Calendario 1573 | Calendario 1573 | Calendario 1573 | Calendario 1573 | Calendario 1573 | Calendario 1573 | Calendario 1573 | Calendario 1573 | Calendario 1573 | Calendario 1573 | Calendario 1573 | Calendario 1573 | Calendario 1573 | Calendario 1573 | Calendario 1573 | Calendario 1573 | Calendario 1573 | Calendario 1573 | Calendario 1573 | Calendario 1573 | Calendario 1573 | Calendario 1573 | Calendario 1573 | Calendario 1573 | Calendario 1573 | Calendario 1573 | Calendario 1573 | Calendario 1573 | Calendario 1573 | Calendario 1573 |
| --------------- | --------------- | --------------- | --------------- | --------------- | --------------- | --------------- | --------------- | --------------- | --------------- | --------------- | --------------- | --------------- | --------------- | --------------- | --------------- | --------------- | --------------- | --------------- | --------------- | --------------- | --------------- | --------------- | --------------- | --------------- | --------------- | --------------- | --------------- | --------------- | --------------- | --------------- | --------------- | --------------- |
|                 | 1               | 2               | 3               | 4               | 5               | 6               | 7               | 8               | 9               | 10              | 11              | 12              | 13              | 14              | 15              | 16              | 17              | 18              | 19              | 20              | 21              | 22              | 23              | 24              | 25              | 26              | 27              | 28              | 29              | 30              | 31              |                 |
| Gennaio         | Gi              | Ve              | Sa              | Do              | Lu              | Ma              | Me              | Gi              | Ve              | Sa              | Do              | Lu              | Ma              | Me              | Gi              | Ve              | Sa              | Do              | Lu              | Ma              | Me              | Gi              | Ve              | Sa              | Do              | Lu              | Ma              | Me              | Gi              | Ve              | Sa              |                 |
| Febbraio        | Do              | Lu              | Ma              | Me              | Gi              | Ve              | Sa              | Do              | Lu              | Ma              | Me              | Gi              | Ve              | Sa              | Do              | Lu              | Ma              | Me              | Gi              | Ve              | Sa              | Do              | Lu              | Ma              | Me              | Gi              | Ve              | Sa              |                 |                 |                 |                 |
| Marzo           | Do              | Lu              | Ma              | Me              | Gi              | Ve              | Sa              | Do              | Lu              | Ma              | Me              | Gi              | Ve              | Sa              | Do              | Lu              | Ma              | Me              | Gi              | Ve              | Sa              | Do              | Lu              | Ma              | Me              | Gi              | Ve              | Sa              | Do              | Lu              | Ma              |                 |
| Aprile          | Me              | Gi              | Ve              | Sa              | Do              | Lu              | Ma              | Me              | Gi              | Ve              | Sa              | Do              | Lu              | Ma              | Me              | Gi              | Ve              | Sa              | Do              | Lu              | Ma              | Me              | Gi              | Ve              | Sa              | Do              | Lu              | Ma              | Me              | Gi              |                 |                 |
| Maggio          | Ve              | Sa              | Do              | Lu              | Ma              | Me              | Gi              | Ve              | Sa              | Do              | Lu              | Ma              | Me              | Gi              | Ve              | Sa              | Do              | Lu              | Ma              | Me              | Gi              | Ve              | Sa              | Do              | Lu              | Ma              | Me              | Gi              | Ve              | Sa              | Do              |                 |
| Giugno          | Lu              | Ma              | Me              | Gi              | Ve              | Sa              | Do              | Lu              | Ma              | Me              | Gi              | Ve              | Sa              | Do              | Lu              | Ma              | Me              | Gi              | Ve              | Sa              | Do              | Lu              | Ma              | Me              | Gi              | Ve              | Sa              | Do              | Lu              | Ma              |                 |                 |
| Luglio          | Me              | Gi              | Ve              | Sa              | Do              | Lu              | Ma              | Me              | Gi              | Ve              | Sa              | Do              | Lu              | Ma              | Me              | Gi              | Ve              | Sa              | Do              | Lu              | Ma              | Me              | Gi              | Ve              | Sa              | Do              | Lu              | Ma              | Me              | Gi              | Ve              |                 |
| Agosto          | Sa              | Do              | Lu              | Ma              | Me              | Gi              | Ve              | Sa              | Do              | Lu              | Ma              | Me              | Gi              | Ve              | Sa              | Do              | Lu              | Ma              | Me              | Gi              | Ve              | Sa              | Do              | Lu              | Ma              | Me              | Gi              | Ve              | Sa              | Do              | Lu              |                 |
| Settembre       | Ma              | Me              | Gi              | Ve              | Sa              | Do              | Lu              | Ma              | Me              | Gi              | Ve              | Sa              | Do              | Lu              | Ma              | Me              | Gi              | Ve              | Sa              | Do              | Lu              | Ma              | Me              | Gi              | Ve              | Sa              | Do              | Lu              | Ma              | Me              |                 |                 |
| Ottobre         | Gi              | Ve              | Sa              | Do              | Lu              | Ma              | Me              | Gi              | Ve              | Sa              | Do              | Lu              | Ma              | Me              | Gi              | Ve              | Sa              | Do              | Lu              | Ma              | Me              | Gi              | Ve              | Sa              | Do              | Lu              | Ma              | Me              | Gi              | Ve              | Sa              |                 |
| Novembre        | Do              | Lu              | Ma              | Me              | Gi              | Ve              | Sa              | Do              | Lu              | Ma              | Me              | Gi              | Ve              | Sa              | Do              | Lu              | Ma              | Me              | Gi              | Ve              | Sa              | Do              | Lu              | Ma              | Me              | Gi              | Ve              | Sa              | Do              | Lu              |                 |                 |
| Dicembre        | Ma              | Me              | Gi              | Ve              | Sa              | Do              | Lu              | Ma              | Me              | Gi              | Ve              | Sa              | Do              | Lu              | Ma              | Me              | Gi              | Ve              | Sa              | Do              | Lu              | Ma              | Me              | Gi              | Ve              | Sa              | Do              | Lu              | Ma              | Me              | Gi              |                 |